# NGC 2286
NGC 2286 is een open sterrenhoop in het sterrenbeeld Eenhoorn. Het hemelobject werd op 6 januari 1785 ontdekt door de Duits-Britse astronoom William Herschel.

## Synoniemen
- OCL 548